# آتیسوار
آتیسوار (به لاتین: Atiswar) یک منطقهٔ مسکونی در بنگلادش است که در ناحیه چاندپور واقع شده‌است.